# Juvigny (Haute-Savoie)
Juvigny ist eine französische Gemeinde im Département Haute-Savoie in der Region Auvergne-Rhône-Alpes.

## Geographie
Juvigny liegt auf 485 m, etwa zehn Kilometer östlich der Stadt Genf (Luftlinie). Das Dorf erstreckt sich am Rand des Plateaus nördlich des Foron-Tals, am Nordwestfuß der Bergkette von Les Voirons, in unmittelbarer Nähe der Grenze zur Schweiz.
Die Fläche des 2,71 km² großen Gemeindegebiets umfasst einen Abschnitt am Rand des Genferseebeckens. Das Gebiet wird von Nordosten nach Südwesten vom Foron (Zufluss der Arve) in einem Tal durchquert, das einst als Schmelzwasserrinne am Rand des eiszeitlichen Rhonegletschers entstanden war. Der flache Talboden ist stets rund 300 m breit. Nordwestlich dieses Tals reicht das Gemeindeareal auf das Plateau von Juvigny (bis 510 m). Nach Südosten erstreckt sich der Gemeindeboden in die Waldgebiete von Les Allongets und Les Montolliets am Fuß von Les Voirons. Hier wird mit 535 m die höchste Erhebung von Juvigny erreicht.
Zu Juvigny gehören die Weilersiedlungen Les Curtines (498 m) und Paconinges (500 m). Nachbargemeinden von Juvigny sind Saint-Cergues im Norden, Cranves-Sales im Osten, Ville-la-Grand im Westen sowie die schweizerischen Dörfer Presinge und Jussy im Nordwesten.

## Geschichte
Der Ortsname geht auf den gallorömischen Personennamen Juvenius zurück. Erstmals urkundlich erwähnt wird das Dorf im 13. Jahrhundert.

## Sehenswürdigkeiten
Die Dorfkirche von Juvigny erhielt ihre heutige Gestalt im 19. Jahrhundert, wobei der Glockenturm vom Vorgängerbau übernommen wurde.

## Bevölkerung
| Jahr                       | 1962 | 1968 | 1975 | 1982 | 1990 | 1999 |
| Einwohner                  | 222  | 239  | 304  | 415  | 542  | 539  |
| Quellen: Cassini und INSEE |      |      |      |      |      |      |

Mit 634 Einwohnern (Stand 1. Januar 2022) gehört Juvigny zu den kleinen Gemeinden des Département Haute-Savoie. Seit Beginn der 1960er Jahre wurde ein kontinuierliches starkes Bevölkerungswachstum verzeichnet.

## Wirtschaft und Infrastruktur
Juvigny war bis weit ins 20. Jahrhundert hinein ein vorwiegend durch die Landwirtschaft geprägtes Dorf. Heute gibt es verschiedene Betriebe des lokalen Klein- und Mittelgewerbes. Ein Teil der großen Gewerbezone am östlichen Rand von Ville-la-Grand befindet sich auf dem Gebiet von Juvigny. Zahlreiche Erwerbstätige sind Wegpendler, die in den größeren Ortschaften der Umgebung, vor allem im Raum Genf-Annemasse, ihrer Arbeit nachgehen.
Die Ortschaft liegt zwar abseits der größeren Durchgangsstraßen, ist aber verkehrsmäßig gut erschlossen. Sie liegt an einer Verbindungsstraße, die von Ville-la-Grand entlang der schweizerischen Grenze nach Saint-Cergues führt.